# Bibliothèque de la Bourgeoisie de Berne
La Bibliothèque de la Bourgeoisie de Berne, appelée en allemand Burgerbibliothek Bern, est une bibliothèque publique située dans la ville de Berne, en Suisse. 

## Histoire
La bibliothèque a été fondée en 1951. Elle contient principalement des manuscrits médiévaux concernant l’histoire de la Suisse, des archives personnelles, de sociétés ou d’entreprises, une collection iconographiques sur la Bourgeoisie de Berne ainsi que ses corporations et des abbayes de la bourgeoisie de Berne. 
Elle contient en particulier la Scholia Bernensia et le Codex Bernensis/Fragmenta Bernensia.